# Sanicula arguta
Sanicula arguta là một loài thực vật có hoa trong họ Hoa tán. Loài này được Greene ex J.M. Coult. & Rose miêu tả khoa học đầu tiên năm 1900.

## Hình ảnh

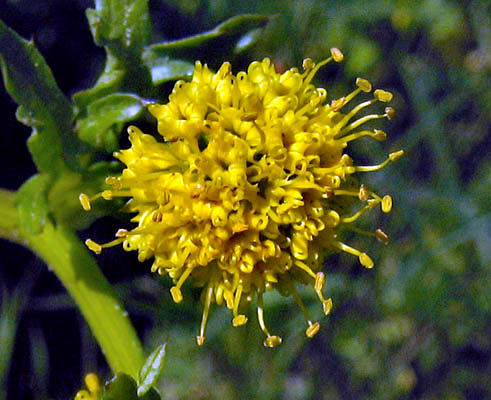